# Kloster Valbonne

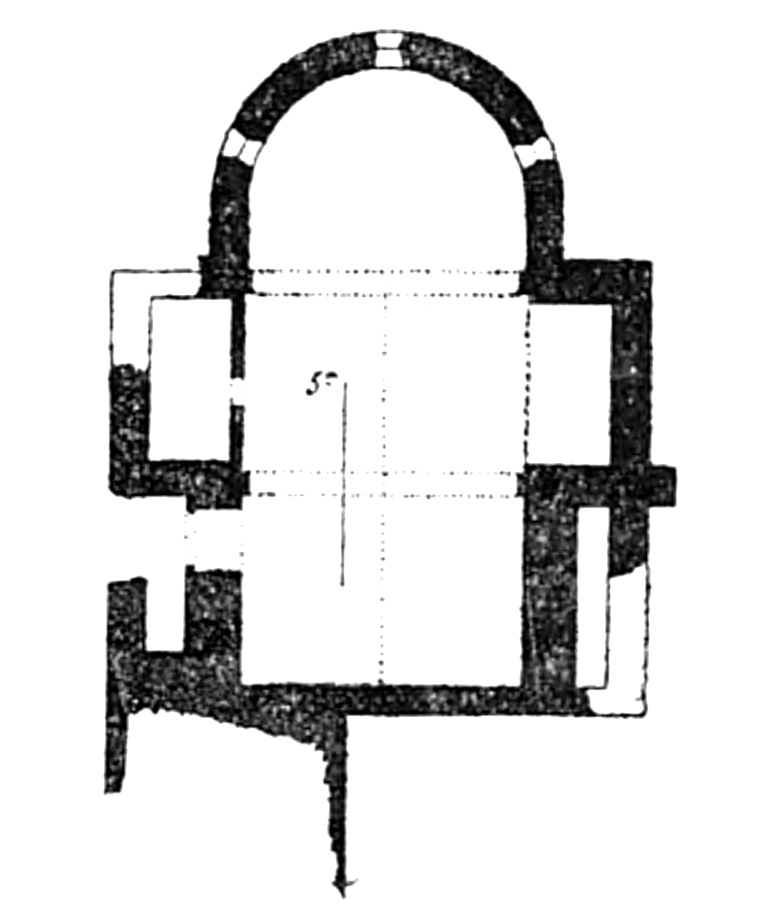
Grundriss des Klosterd Valbonne von 1893

Das Kloster Valbonne (Monastir de Vallbona; Vallis bona; nicht zu verwechseln mit dem Zisterzienserinnenkloster Vallbona in Katalonien) ist eine ehemalige Zisterzienserabtei in der Gemeinde Argelès-sur-Mer im Département Pyrénées-Orientales, Region Okzitanien, in Frankreich. Es lag im Massif des Albères rund 34 km südöstlich von Perpignan.

## Geschichte
Das im Jahr 1242 von Mönchen aus Kloster Fontfroide gegründete Kloster gehörte der Filiation der Primarabtei Clairvaux an. Das Tal, in dem das Kloster liegt, gehörte dem Kloster Sant-Quirc de Colera in Spanien, das es an die Abtei Fontfroide verkaufte. Der Konvent zählte nie wesentlich mehr als 12 Mönche. 1293 erhielt das Kloster von König Jakob II. von Mallorca Weiderechte im gesamten Tal. Vom 15. bis zum 16. Jahrhundert verließen die Mönche das Kloster und ließen sich im Hospital St.-Guillaume in Perpignan nieder, kehrten aber später zurück, bis sie das Kloster im Jahr 1734 endgültig verließen. Das Kloster wurde 1791 in der Französischen Revolution aufgelöst.

## Bauten und Anlage
Von der Anlage sind nur geringe Reste erhalten, die zu dem Anwesen Mas de Vallbona gehören, und zwar Reste der Ummauerung mit einem Rundturm und der Klosterkirche, deren kreuzrippengewölbtes, 16 m langes Schiff allein erhalten ist. Von der nach Osten gerichteten halbrunden Apsis sind die Fundamente sichtbar. Reste des plastischen Schmucks sind ebenfalls erhalten.